# ジャマイカにおけるコーヒー生産

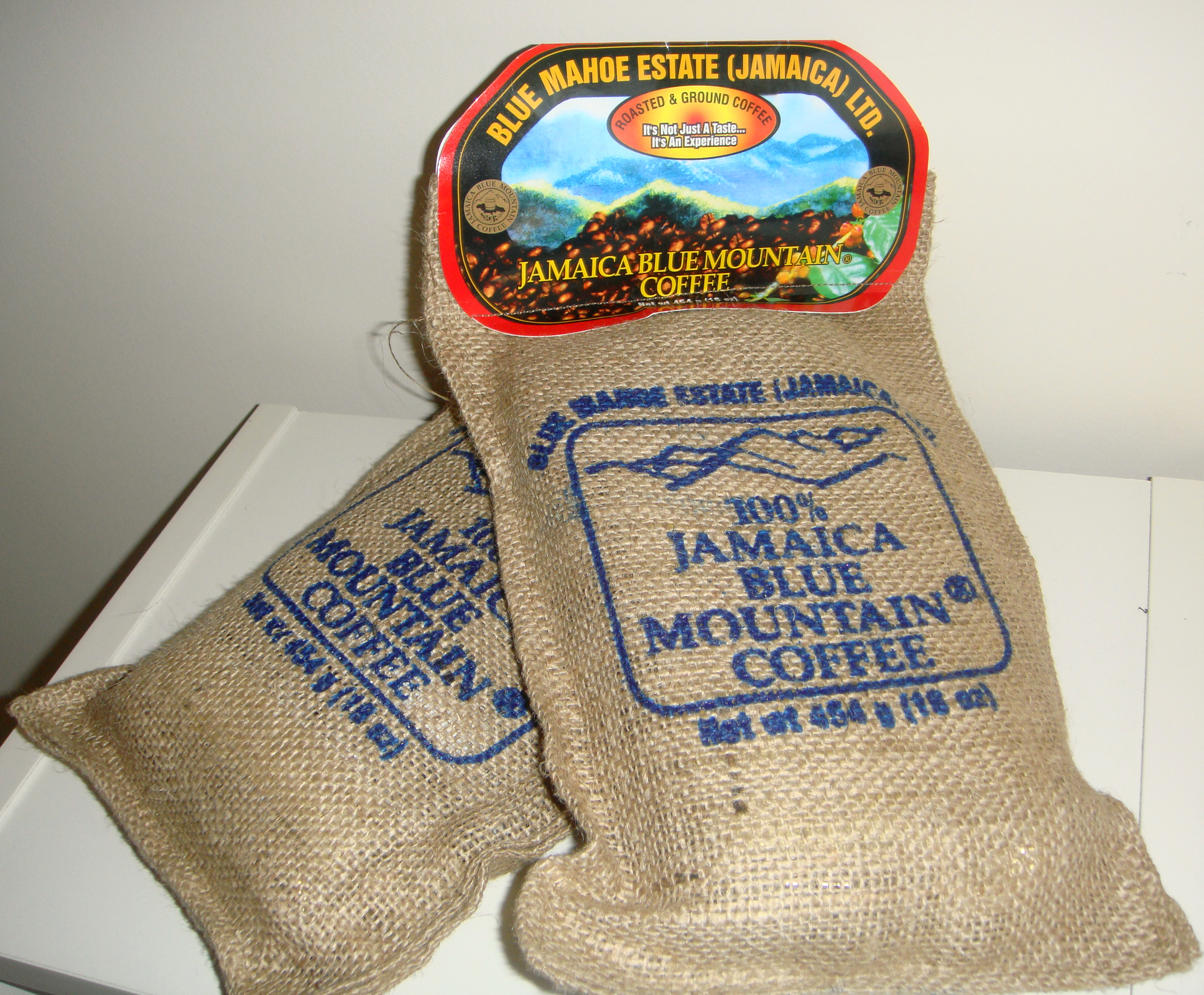
ブルーマウンテン

ジャマイカにおけるコーヒー生産は1728年以降にニコラス・ローズ卿によってキングストンの北キャッスルトン近郊に導入されたのが始まりである。ブルーマウンテンは気候と地形がコーヒー栽培に最適なブルーマウンテン地域で生産される特別な銘柄であり、香りが非常に高く、繊細な味で知られている。ジャマイカで生産されるコーヒーの大半は輸出向けである。

## プランテーション
ジャマイカで生産されるコーヒーの大半はティピカ種として知られるブラジル原産の派生種であり、作付の70パーセントを占め、残りはカトゥーラ種やゲイシャ種などの交配種である。ブルーマウンテン地域で生産されるコーヒーは、ブルーマウンテンとして知られ、非常に高品質であり、殆んどが輸出向けである。コーヒーは標高15–1,603メートル (49–5,259 ft)、降水量125センチメートル (49 in)から700センチメートル (280 in)の地域で育つ。コーヒーは適度の酸味を持つように栽培されている。

## 規制
農務省及びその内部部局コーヒー産業局がコーヒー産業の一切を管轄している。コーヒー産業局はコーヒー産業に直接関与し、農家に1ヘクタール (2.5エーカー)以上のコーヒー作付農地を所有できるよう補助する目的でコーヒー産業発展会社（CIDCO）を設立した。
コーヒー産業規制法は、どのようなコーヒーがブルーマウンテンの商標を使用しても良いかを細かく規定し、コーヒー産業局にブルーマウンテンの商標を許可する権限を付与している。概してセント・アンドリュー教区、セント・トーマス教区、ポートランド教区、セント・メアリー教区で耕作されたコーヒーがブルーマウンテンコーヒーと考えられている。

## 生産

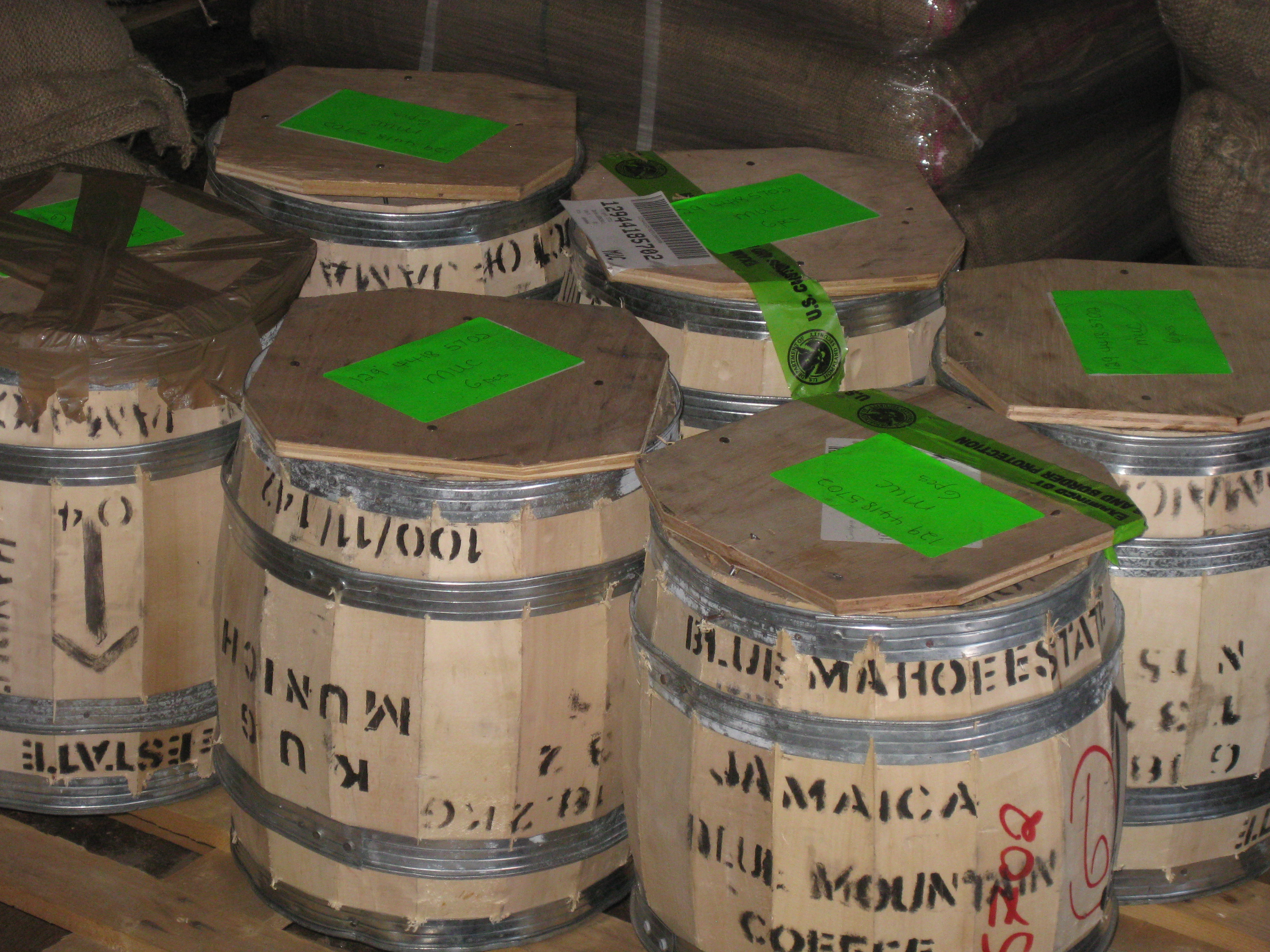
ブルーマウンテンコーヒー豆の樽

国際連合食糧農業機関（FAO）の2013年の統計によると、ジャマイカのコーヒー生産量は6,984 トンであり、世界の生産量の0.1%に相当する。コーヒー作付面積は8,000ヘクタール (20,000エーカー)であり、1haあたりの生産高は873キログラムである。1981年から2013年までの期間において生産量が最低であったのは1979年（958トン）で、最高であったのは2007年（15,117トン）であった。
コーヒーは輸出品目である。コーヒー産業の労働集約性から、生産、加工、販売という過程を通して、地方から都市に至る広範囲の人々に雇用を産んでいる。輸出向けの需要は供給量を超過している。生産されるブルーマウンテンの80パーセント以上は日本に輸出されている。2005年には2004年後半のハリケーン・アイバンの被害を受けたため輸出量が不足した。

## 脚註
1. ↑  Koss, Richard (2008). Jamaica. Lonely Planet. pp. 117–. ISBN 978-1-74104-693-9
2. 1 2 3 4  “Export Jamaica Trade Overview”.   Embassy of Jamaica in Japan. 2015年6月3日閲覧。
3. 1 2 3  Brathwaite 1981, p. 22.
4. ↑  Brathwaite 1981, p. 25.
5. 1 2  “Rules & Regulations—Coffee Industry Board”. 2005年1月11日時点のオリジナルよりアーカイブ。2015年6月3日閲覧。
6. 1 2  “Jamaica: Coffee, green, production quantity (tons)”.   Factfish.com. 2015年6月3日閲覧。